# Nova cançó

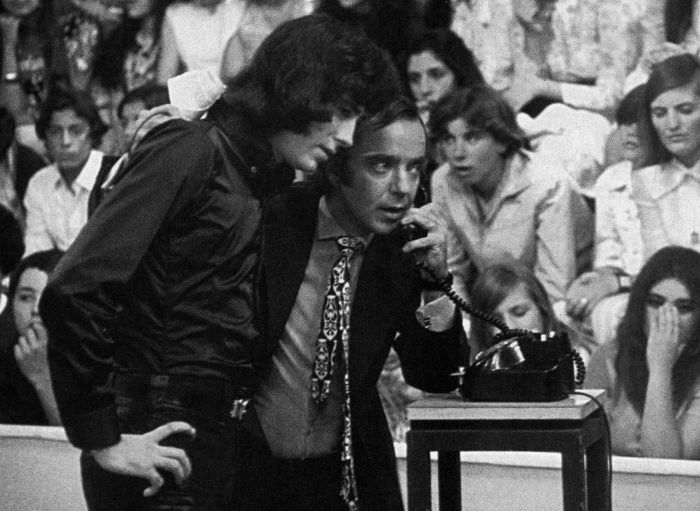
Joan Manuel Serrat tillsammans med den argentinske TV-programledaren Pipo Mancera (foto: 1969).

Nova cançó (katalanskt uttal: [ˈnɔβə kənˈso]), ("den nya sången"), även skrivet som Nova Cançó, var en konstnärlig rörelse som initierades i slutet av 1950-talet. Denna katalanska musik utvecklades som en protest mot Francodiktaturens förtryck av den katalanska kulturen. 
Musikaliskt skapades en ny genre som hade sina rötter i den franska nouvelle chanson och med politisk inspiration från den liknande musikrörelsen i delar av Sydamerika (se nueva canción). Den inkluderade även folkmusik och medeltida ballader, samt tonsättningar av både dagens och tidigare epokers katalanska poeter.
Bland de framträdande namnen i rörelsen fanns Joan Manuel Serrat, Maria del Mar Bonet, Rafael Subirachs och Lluís Llach.

## Källhänvisningar
1. ↑  ”Nova Cançó” (på katalanska). enciclopedia.cat. https://www.enciclopedia.cat/EC-GEC-0046470.xml. Läst 24 maj 2018.
2. 1 2  "katalansk musik och dans". NE.se. Läst 27 januari 2015.
3. ↑  ”nueva canción - Uppslagsverk”. www.ne.se. https://www.ne.se/uppslagsverk/encyklopedi/l%C3%A5ng/nueva-cancion. Läst 7 maj 2020.